# Entodon scariosus
Entodon scariosus är en bladmossart som beskrevs av Ferdinand François Gabriel Renauld och Jules Cardot 1896. Entodon scariosus ingår i släktet Entodon och familjen Entodontaceae. Inga underarter finns listade i Catalogue of Life.